# Ogcodes nigritarsis
Ogcodes nigritarsis är en tvåvingeart som först beskrevs av Tokuichi Shiraki 1932.  Ogcodes nigritarsis ingår i släktet Ogcodes och familjen kulflugor. Inga underarter finns listade i Catalogue of Life.